# Jelenia Góra (szczyt)
Jelenia Góra (684 m n.p.m.) – szczyt górski w północno-zachodniej części Beskidu Niskiego, w tzw. Górach Grybowskich.
Leży w masywie Maślanej Góry, ok. 1,1 km na południowy wschód od jej wierzchołka. Szczyt niewybitny - zaledwie nieznaczne wzniesienie w grzbiecie masywu, który rozgałęzia się tu w szereg ramion, porozdzielanych dolinkami drobnych cieków wodnych spływających na południe do Ropy, zaś na wschód i północ - do jej lewobrzeżnego dopływu, Bystrzanki.
Cały szczyt zalesiony. Pod szczytem na południowych zboczach znajduje się rezerwat przyrody Jelenia Góra – stanowisko chronionej paproci języcznik zwyczajny.
Piesze szlaki turystyczne:
- Szymbark – Jelenia Góra (684 m n.p.m.) – Maślana Góra (753 m n.p.m.) – Stróże

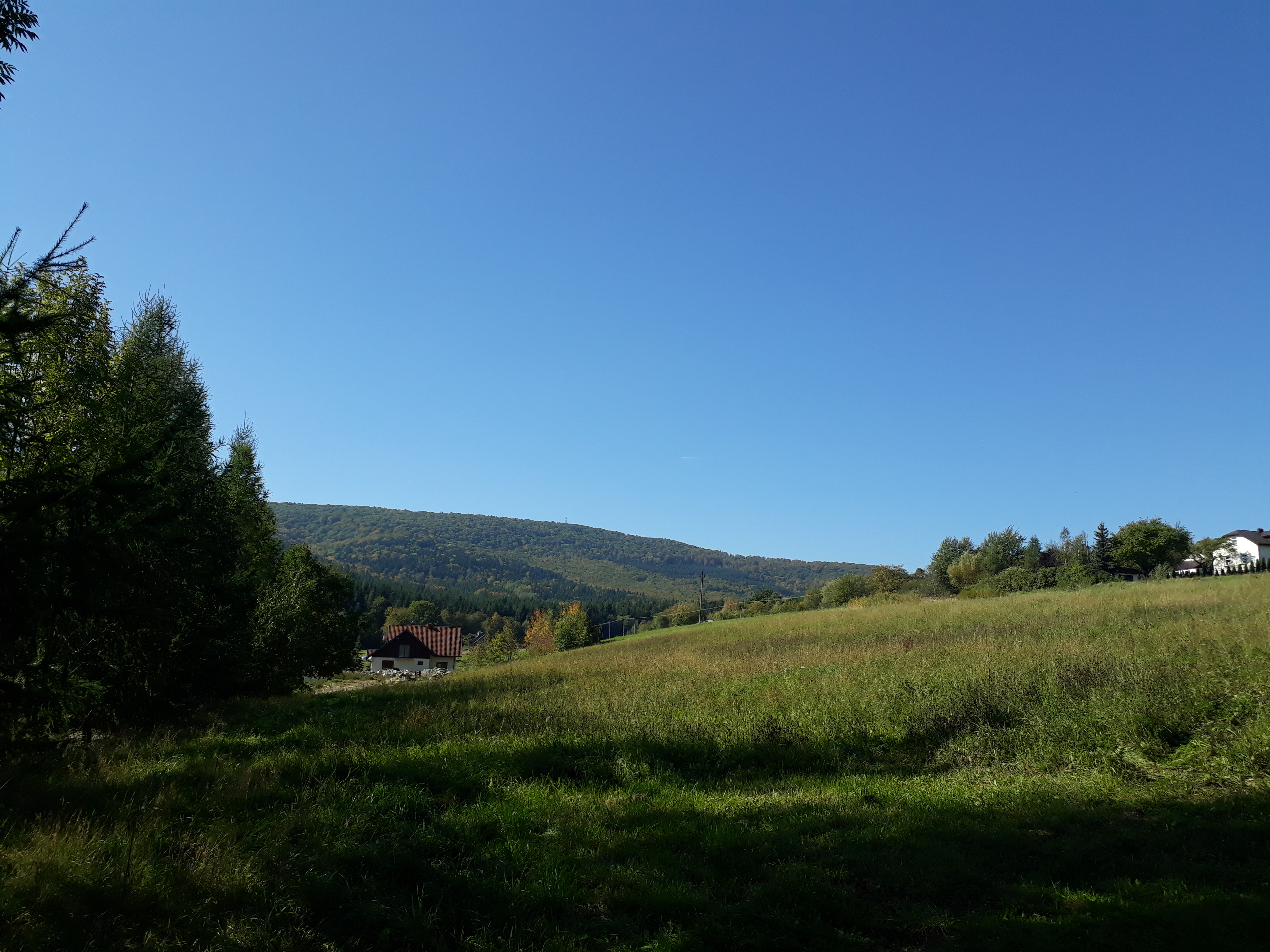
Widok na Jelenią Górę z wsi Bystra